# 天津港
天津港，也称天津新港，位于中华人民共和国天津市海河的入海口和天津市滨海新区的沿海岸线，处于京津冀城市群和环渤海经济圈的交汇点上，是中国北方最大的综合性港口和重要的对外贸易口岸。天津港是在淤泥质浅滩上挖海建港、吹填造陆建成的人工深水港。目前，天津港主航道水深已达21米，可满足30万吨级原油船舶和国际上最先进的集装箱船进出港。2013年天津港货物吞吐量首次突破5亿吨，集装箱吞吐量突破1,300万标准箱，成为中国北方第一个5亿吨港口。2014年1月1日，中国第一条人工开挖的复式航道在天津港正式通航。

## 历史沿革

### 古代漕运

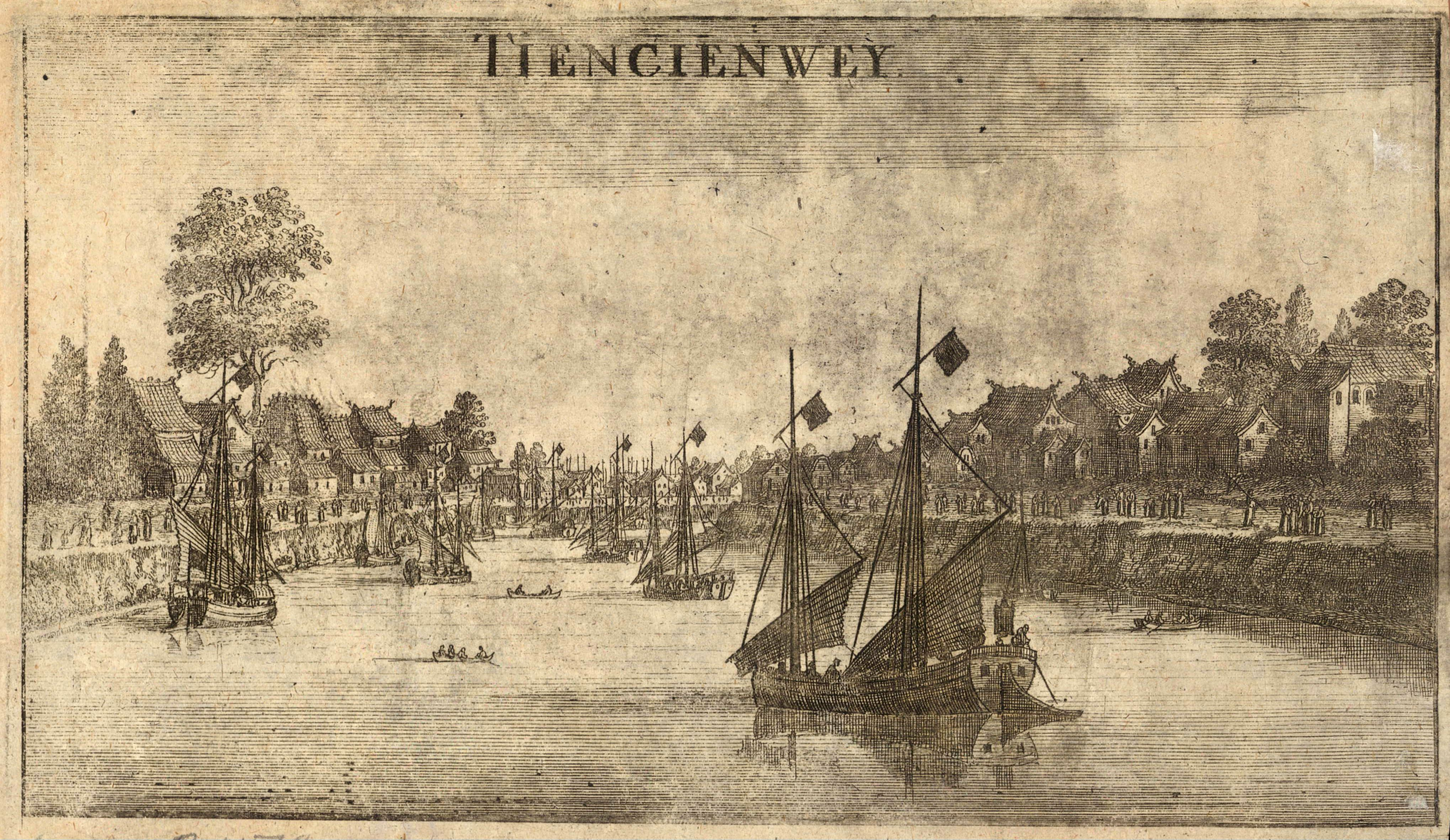
欧洲画师笔下16世纪的天津水运

天津港口的历史最早可以追溯至汉代，唐代开始发展形成为海港，:464当时的港口是军粮城海港。:141唐朝中叶以后，天津成为中国南方粮绸等物资北运的水陆枢纽港口，港区位于现今的军粮城的三会海口。:7在宋代，海河为宋辽的界河，因此天津的港口业务停滞。
1271年，元朝正式定都北京，每年有大量漕粮依赖于江南，并主要经由长江口到直沽的海道，并在天津地区转运到大都。因此，地处南北运河交接之地，又是海运登陆和转运地点的直沽寨，便成为漕运和仓储的中心而逐步繁盛，出现了接运厅等漕运管理机构，促进了天津古代水运的兴起。元翰林学士张翥奉命到天津祭祀天后宫，作诗《代祀天妃庙次直沽作》描写了三汊河口“晓日三汊口，连樯集万艘”的繁荣景象。:28:6元代海漕开通，直沽成为漕运枢纽，为此在大直沽专设了接运厅和临清万户府并修建粮仓。延佑三年（1316年）在直沽设“海津镇”，是当时的军事重镇和漕运中心。
明代，京杭大运河航运畅通，天津地区的港口承担南粮北上中转的职能，并经过北运河至京城、蓟运河至蓟镇、滦河至永平、海路至辽东。清初，“漕船过津例须起剥”，即官船、商船必须钞关盘结、纳税而后在天津港口放行，天津的漕运经济职能得到了明显增强，商业和城市空前繁荣。漕运业和城市商业的兴盛，带动了其他行业的发展。此外，明朝时，司盐机构和大量盐商又移入天津，并开放了天津和辽东地区之间的海上粮禁，私人粮运业兴起，天津的港埠成为华北盐业、粮食的集散、经销中心，同时天津市也成为北方重要商业都会的经济职能。

### 近代开埠

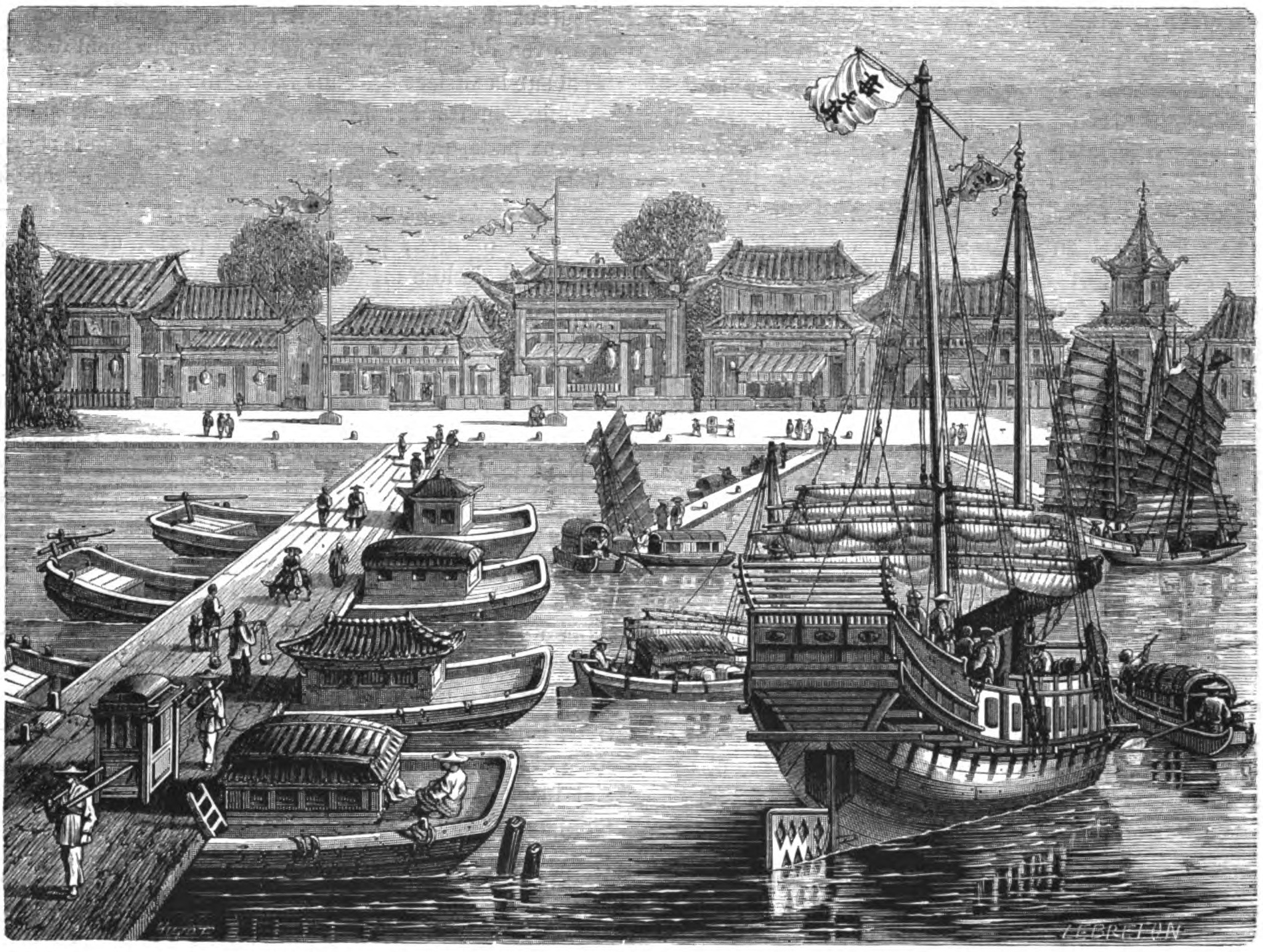
1864年，天津开埠初期的内河港口景象

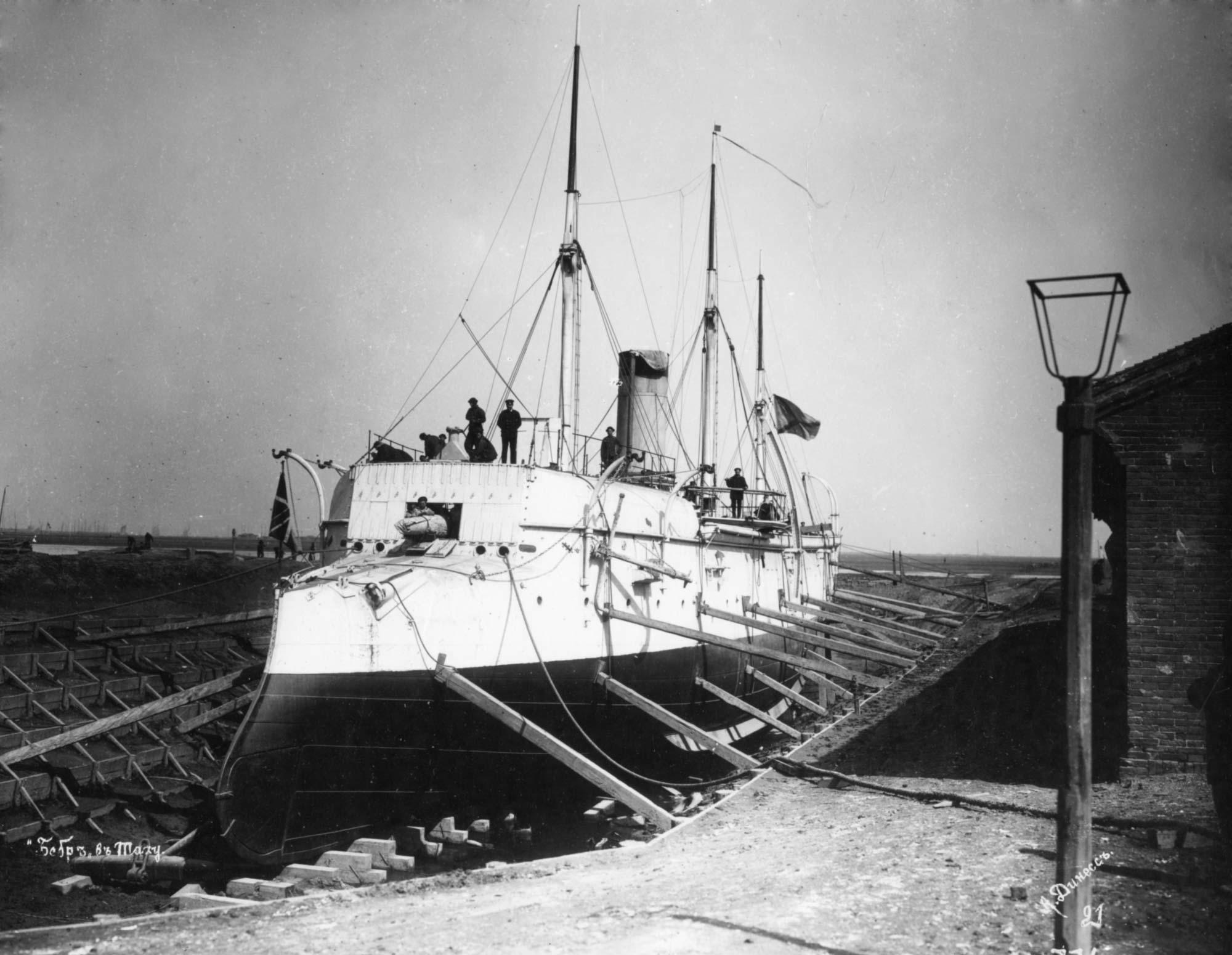
1900年前后停泊在大沽口的俄国船舶

1860年10月24日，清政府与英国于签订《北京条约》，增开天津为商埠。天津港继而由中国的内贸港转变为连通海外的开放港。1861年3月23日，设立天津海关，由英国人克士可士吉担任首任税务司。西方多国在天津设立租界的同时，也在天津修筑的码头，俗称“紫竹林租界码头”。紫竹林港区由在天津设立租界的各国占据，港口的海关、航政、港务权也被租界国控制。1867年5月1日，经总税务司批准的《天津新海关章程》中规定，将天津港停泊区划为上、下两域，一域为大沽口，即自海口炮台至东沽海神庙；一域为天津紫竹林，即南自梁家园，北至天津新海关卡局码头北皇船坞。这一时期，天津港到港的大型轮船（1,000至2,000船吨）多在天津租界的紫竹林码头停靠；较小的帆船等仍可到天津老城附近的三岔口港区装卸。1898年开始，列强各国竞相在塘沽的海河北岸占地建设深水码头。1900年前后，随着天津港埠的逐渐形成和京山铁路、津浦铁路的先后通车，三北地区的皮毛、直鲁豫晋陕的棉花、华北的粮食、油料、猪鬃等农畜产品大量从天津集散或转运出口，20世纪初天津已成为北方最大的商业中心和贸易口岸。1900年代，天津港（紫竹林港区与塘沽港区）的吞吐量在100多万吨。1920年代至1930年代，年吞吐量在200多万吨。1937年以后，日本控制的华北交通株式会社统一管制港口航政，至1942年，天津紫竹林内河港区（包括塘沽码头）共有停泊岸线14517米，营运的500-2000吨级货运泊位94个（大部分是栈桥木质结构），港区仓库79座，计10万平方米，堆场（院）共计40万平方米。另有拖轮40余艘，大、小驳船118艘，码头员工3200多人，每年平均有1500艘海轮和近千艘帆船进出港口，天津港成为中国北方最大的内河外贸港口。

### 修筑新港

塘沽新港建港委员会

在1940年代以前，天津的港口在市中心区租界海河沿岸，是一个内河港。但海河水浅，只能进入3,000吨以下的船只，海运不便。1898年，海河淤浅，大型轮船不能直航海河畔的紫竹林码头，中外航商开始陆续在塘沽修筑码头、库场。1939年，日本侵略军为掠夺华北资源，决定在海河河口以北的滨海建造一个新海港，1940年10月25日正式开工，由“华北交通株式会社”下辖“塘沽新港港湾局”为业主。港池在海滨淤泥滩挖出，南北两侧修筑两条30km长防波堤把港池环抱起来，形成一个人工海港，即塘沽新港，开挖长13.4公里、宽200米的航道，建码头12座，船闸一座，年吞吐量2,700万吨，全部工程拟于1947年竣工。至1945年日本投降时完成计划不及一半。
当时，塘沽新港受海河入海泥沙的影响，航道淤积（回淤）严重，虽建有3,000吨和5,000吨货轮码头，但从未全部使用。
1946年4月23日，在新港港湾局为前身的基础上，塘沽新港工程处正式成立。同年8月，塘沽新港工程处改组为中华民国国民政府交通部塘沽新港工程局，邢契莘任局长。除承担新港工程外，兼有部分栈埠、港务业务。至1946年底，船闸告竣试航，浚挖航道至-3.5米，第一、二码头前沿-4米——6米，修整了库场，恢复了津青、津秦等部分航线，1947年初，新港勉强能靠船装卸。1947年，邢契莘主持编印了《塘沽新港工程之过去与现在》。到了1948年年底，航道、港池淤浅严重，轮船不能进出。:74

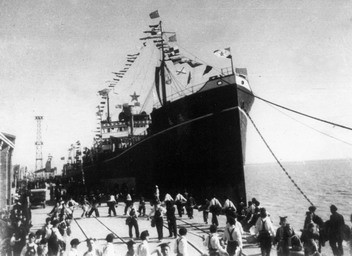
1952年10月17日长春号停泊在塘沽新港码头

1949年1月中国人民解放军天津市军事管制委员会成立后，接管部交通处航政组（交通处第二副处长胡瑞琪负责）接管了交通部塘沽新港工程局，军代表石在，助理军事代表黄英夫，负责工运的周石永和王全江。新港工程局发电厂、自来水厂等单位职工，在解放军接管新港的过程中，始终坚守岗位，坚持供电、供水。解放军占领天津前夕，新港部分职工仓促撤退到天津市区，临时住在成都道、辽宁路、河北路、万全道的新港工程局办事处、采购站、招待所等处。解放军占领天津市区后，天津市军管会交通处派胡瑞琪副处长到成都道二号院内，召集新港工程局暂住市区员工开会动员在津员工返新港。这批人于1949年1月25日徒步百里返回塘沽新港，到军代表办公室报到，并帮助军代表接收。工人们还着手清理器材、修理工房，为复工做好准备。2月8日起塘沽新港工程局副总工程师和修船厂厂长宋笃生向军代表石在办理移交接管手续。新港工程局总工程师谭真留任。1949年5月15日，华北人民政府批准塘沽新港开始进行恢复性建设工程，投资20,911,170公斤小米。
1951年8月24日，政务院第九十九次会议决定修建塘沽新港，总理周恩来签署命令，批准成立塘沽建港委员会。塘沽建港委员会于1951年9月5日正式成立，办公地点设在天津市一区（今和平区）赤峰道5号天津区港务局。时任交通部部长章伯钧兼任主任委员，时任天津市市长黄敬等三人为副主任委员。
1952年10月17日，塘沽新港举行开港典礼，第一艘万吨巨轮“长春号”驶靠新港码头，标志着天津港正式由河港转型为海港。时任政务院总理周恩来为此题词：“庆祝新港开港，望继续为建港计划的完成和实施而奋斗。”1952年10月一期工程告竣。新港第一码头的4个3,000吨级泊位改造成4个7,000吨级泊位；第二码头安装浮码头81米；浚深新港航道至-6米，修补了防波堤、库场、道路；检修了装煤机、船闸等，总投资1,859万元（人民币），新增港口生产能力130万吨。1952年10月17日，塘沽新港举行开港典礼，万吨级轮船“长春号”、“北光号”、“海安号”等驶靠码头装卸。周恩来总理为此题词：“庆祝新港开港，望继续为建港计划的完成和实施而奋斗”。10月25日，中国共产党中央委员会主席毛泽东视察了塘沽新港。:14071952年港口吞吐量完成74万吨。:40、75、313

### 新港建成以后至1984年改革前
1953年8月20日，天津港正式公布了《天津港港章》，这是继上海港之后中国的第二部港章。1958年，在海河口建挡潮闸，截住了海河99％的下泄泥沙，使新港回淤量比建闸前减少了40％。同年，中央政府决定进行新港第二期建港工程建设天津港第三码头，并将其列为国家第二个五年期间重点建设项目。新港二期建港工程于1961年全部竣工，共新建5个泊位及库场、供水、照明等配套设施。1959年，天津港开始第二次港口扩建工程，新建了6个泊位。至1966年，全港泊位数增加至18个，其中万吨级以上泊位5个，使天津港具备了全天候接卸万吨巨轮的能力。

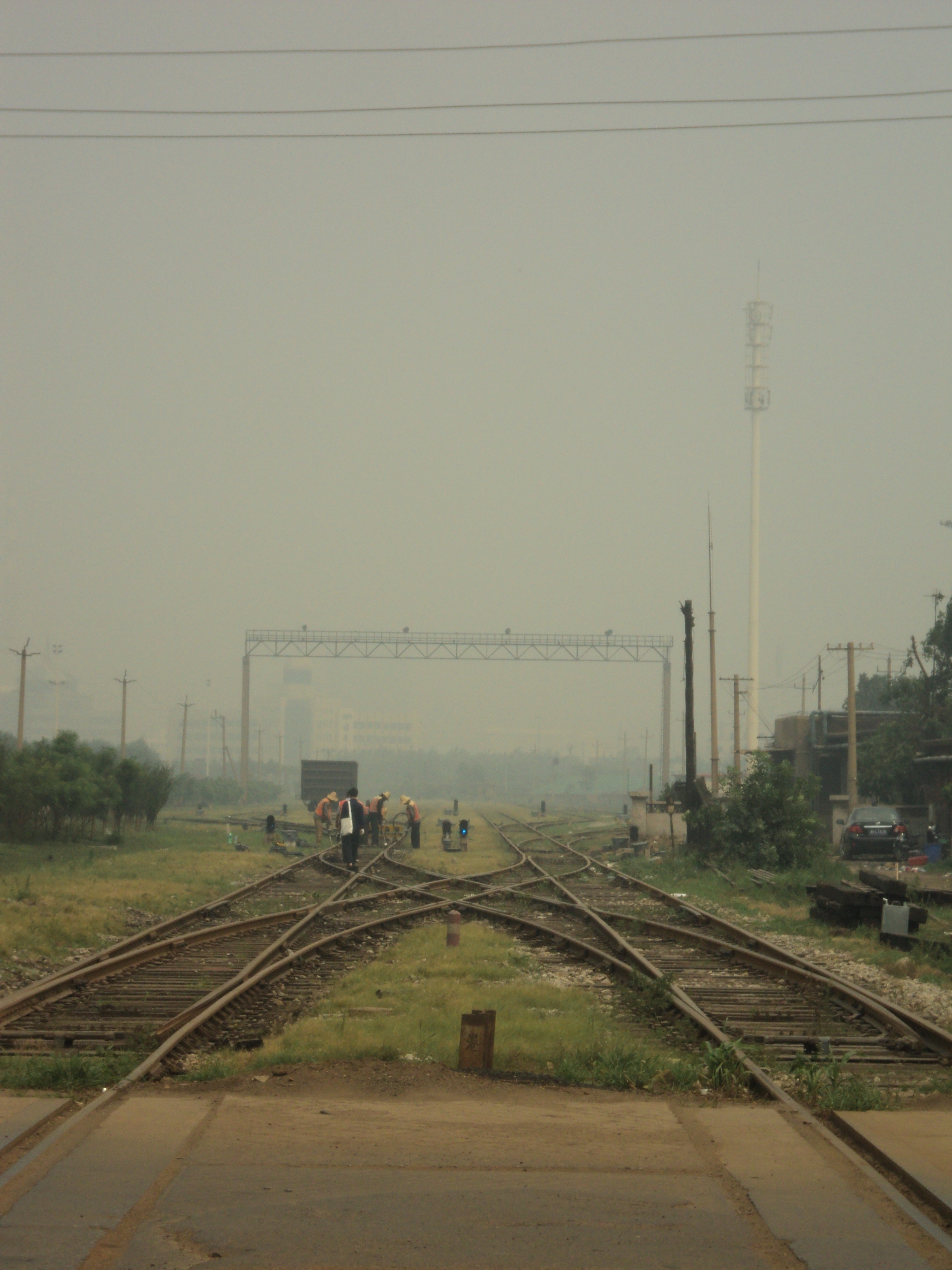
天津港疏港铁路

1971年以后，第26届联合国大会通过的联合国大会2758号决议确认了中华人民共和国在联合国的席位，同时中国在对美、日等国在外交上取得突破，使中国海上外贸货运量快速增长，出现了全国性的压船、压货、压港的“三压”局面。为解决港口的“三压”局面以适应国际贸易的发展，1973年时任国务院总理周恩来向发出“三年改变港口面貌”的号召，中国大陆的各大港口兴起了一轮快速建设的高潮。同年3月，天津市成立了以天津市革命委员会副主任孙敬文为总指挥的天津市建港指挥部，4月13日天津港第三期大规模扩建工程正式开工。来自甘肃、陕西、河北、山东、湖北、湖南、北京等省市几十个施工单位的2万多人参加了此次天津港扩建工程，到1976年，天津港先后完成25个泊位的主体工程，其中万吨级以上泊位14个，5000吨级泊位2个，新建库场2.9万平方米，改造铁路塘沽站、新建新港三百吨客运火车站和两个分区车场，铺设铁路线72.5公里，完成燃油供应设施和11万平方米的职工宿舍。1973年，新港进行的第三期大规模扩建工程在港口平面设计上采取了挖入式港池和修筑突堤码头，既增加码头岸线长度，又减少港内无用水域，有效地控制了港内回淤量。
1976年6月，紫竹林以下河段修建光华桥导致海河内河航运断航，天津港的港区完全移至海河下游的塘沽新港。这标志着具有100多年历史的天津紫竹林码头正式废弃，码头先后被改建为海河带状公园和海河景观堤岸。1979年9月，中美两国建交后，天津港接卸了第一艘美籍商船“梅森来克斯”轮。1980年4月1日，天津港建成并投用中国第一个集装箱港口泊位，成为中国北方集装箱运输的主枢纽港。

### 管理制度改革：由交通部移交天津市
新港落成以来以来，天津港一直由交通部管理，1980年代对外贸易发展迅速，致使长期压船、压港问题得不到根本解决。每逢压船压港严重时，国务院即派联合工作组到天津要求天津市政府协调解决，但碍于外贸、铁路、港口都隶属国家部委管理，天津市政府协调较为不便，每年都两至三次临时调用部队帮助突击装卸。1984年，天津市人民政府上报了《关于天津港管理体制改革试点问题的请示》。5月7日，中共中央、国务院下发《关于天津港实行体制改革试点的批复》，同意天津港自1984年6月1日起至1986年底实行体制改革试点，由中央政府统一管理全国港口的制度改为天津市和交通部双重领导，以天津市领导为主，港口管理逐步政企分开，基层单位独立经营；在财政方面，实行“以收抵支，以港养港”的政策，扩大天津港经营自主权。天津港成为中国第一个下放地方管理的港口。这项改革，有利于天津港建立综合交通运输体系，为旅客、货主、船公司提供服务，推动港口由封闭型生产向开放型经营管理转化，同时使港口在基本建设上既可以得到交通部的直接支持，又可在港口与地方关系上得到天津市政府的支持，有利于港口自身的发展和港口与地区经济融合。
1986年底试行办法期满前，天津市人民政府向国务院上报了《关于对天津港延长实行“以港养港”办法的请示》，于1986年8月29日得到国务院批复和同意。1986年8月21日和23日，中央顾问委员会主任邓小平和国务院总理赵紫阳先后视察天津港。邓小平就天津港管理体制改革试点表示：“天津港下放两年来经济效益显著提高。人还是这些人，地还是这块地，一改革，效益就上来了。无非是给了他们权，其中最重要的是用人权”。1986年10月，天津市人民政府和交通部审定通过的《天津港总体建设规划》提出，天津港北疆港区以外贸杂货深水泊位为主，南疆港区以大型散货泊位为主，海河港区以中小泊位为主。

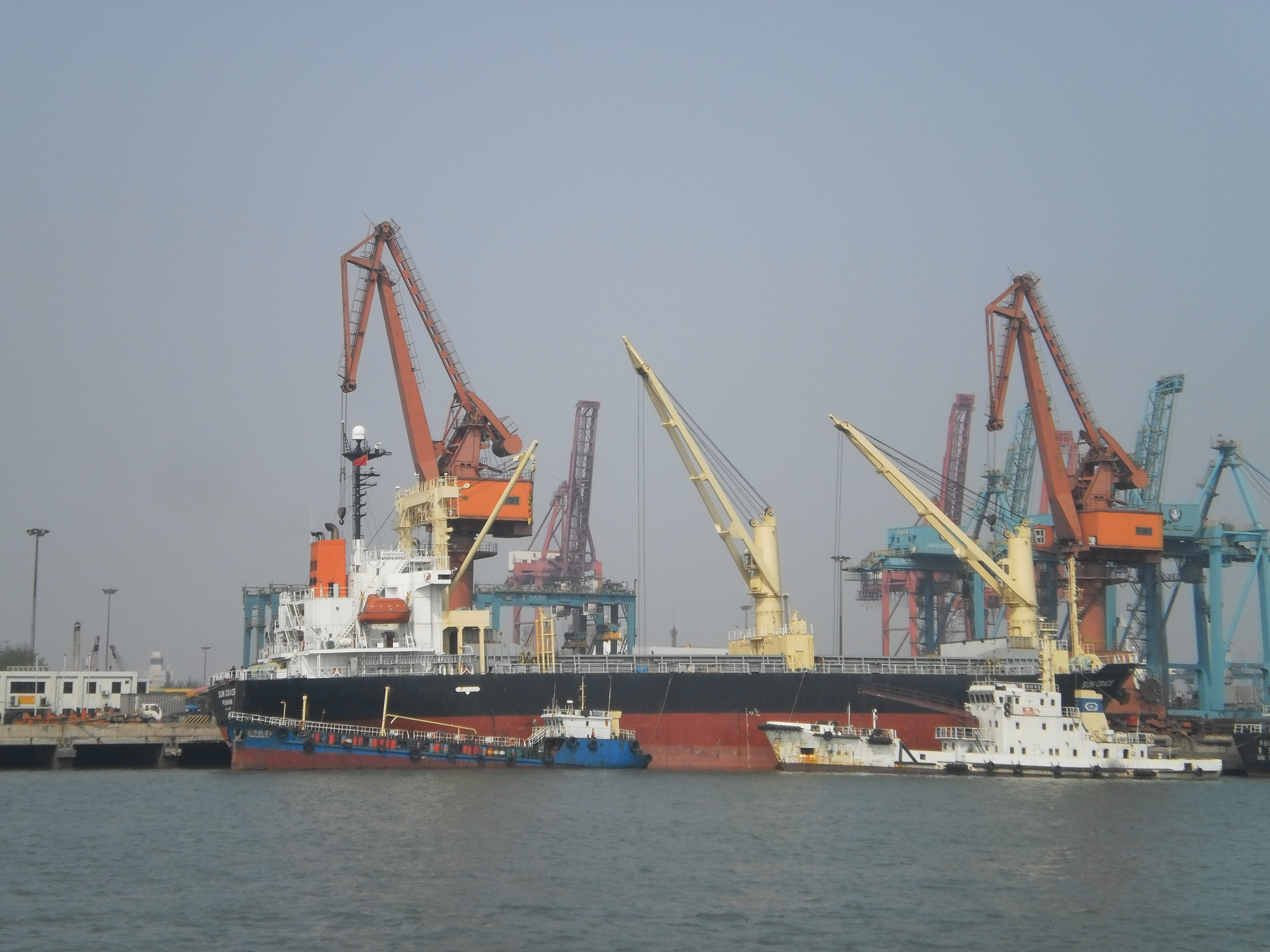
正在天津新港补给中的货轮

### 1990年以后

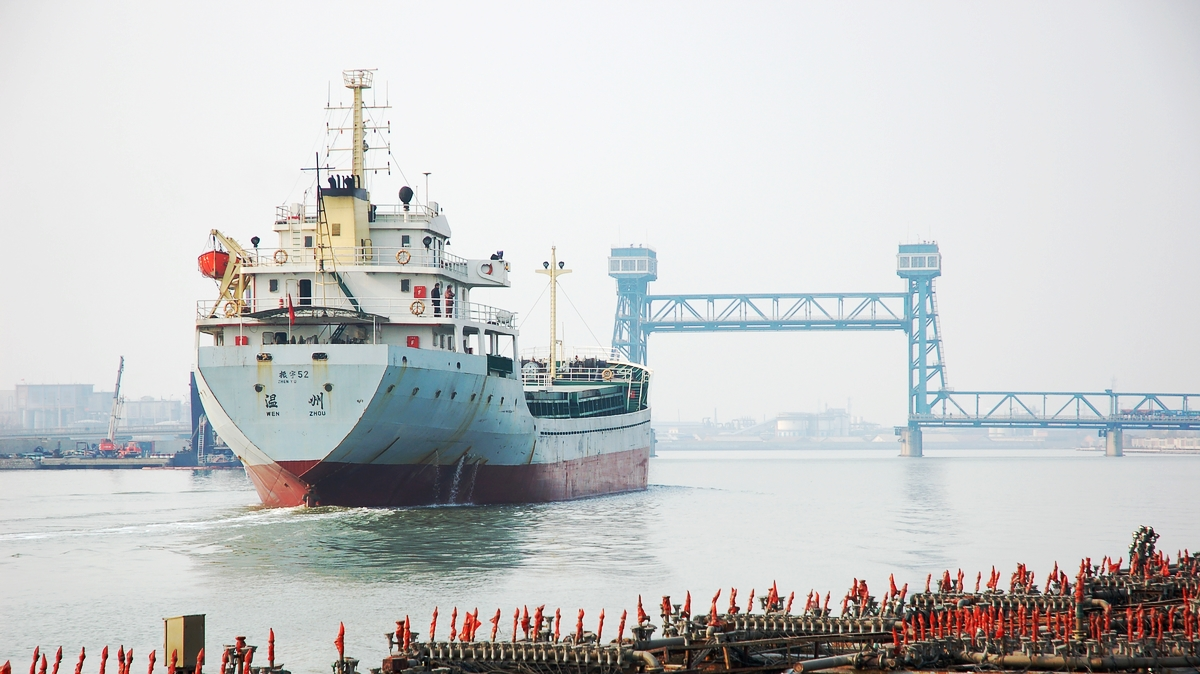
驶往海河港区的货轮

1991年5月12日，国务院批准天津港保税区正式设立。1991年8月26日，中国和蒙古在乌兰巴托签署《关于蒙古通过中国领土出入海洋和过境运输的协定》，指定天津港为蒙古人民共和国货物通过中国领土出入海洋的港口。
2002年6月，天津港启动了北大防波堤工程和东疆保税港区的围海工程。同年，天津港货物吞吐量达到1.29亿吨，集装箱吞吐量240.8万标准箱，标志着天津港吞吐量超过秦皇岛港成为中国北方第一大港口。2003年，天津港开始在内陆兴建无水港。同年7月，天津港北大防波堤东、南外堤合龙，开始吹泥填海进行港区建设。
2004年6月3日，“天津港务局”转制为“天津港（集团）有限公司”。同年9月，天津港北大防波堤工程竣工，总投资共计6.5亿元。2004年6月，天津港开展了东疆港区概念性规划方案的国际征集工作。2005年5月，天津港完成了东疆港区总体规划的制订，并上报天津市政府。2006年，国家发改委和交通部印发的《全国沿海港口布局规划》将天津港定位为北方国际航运中心，是环渤海港口群和津冀沿海港口群的核心，布局专业化煤炭装船港、大宗散货中转储运设施、集装箱干线港和旅客运输及商品汽车中转储运设施。

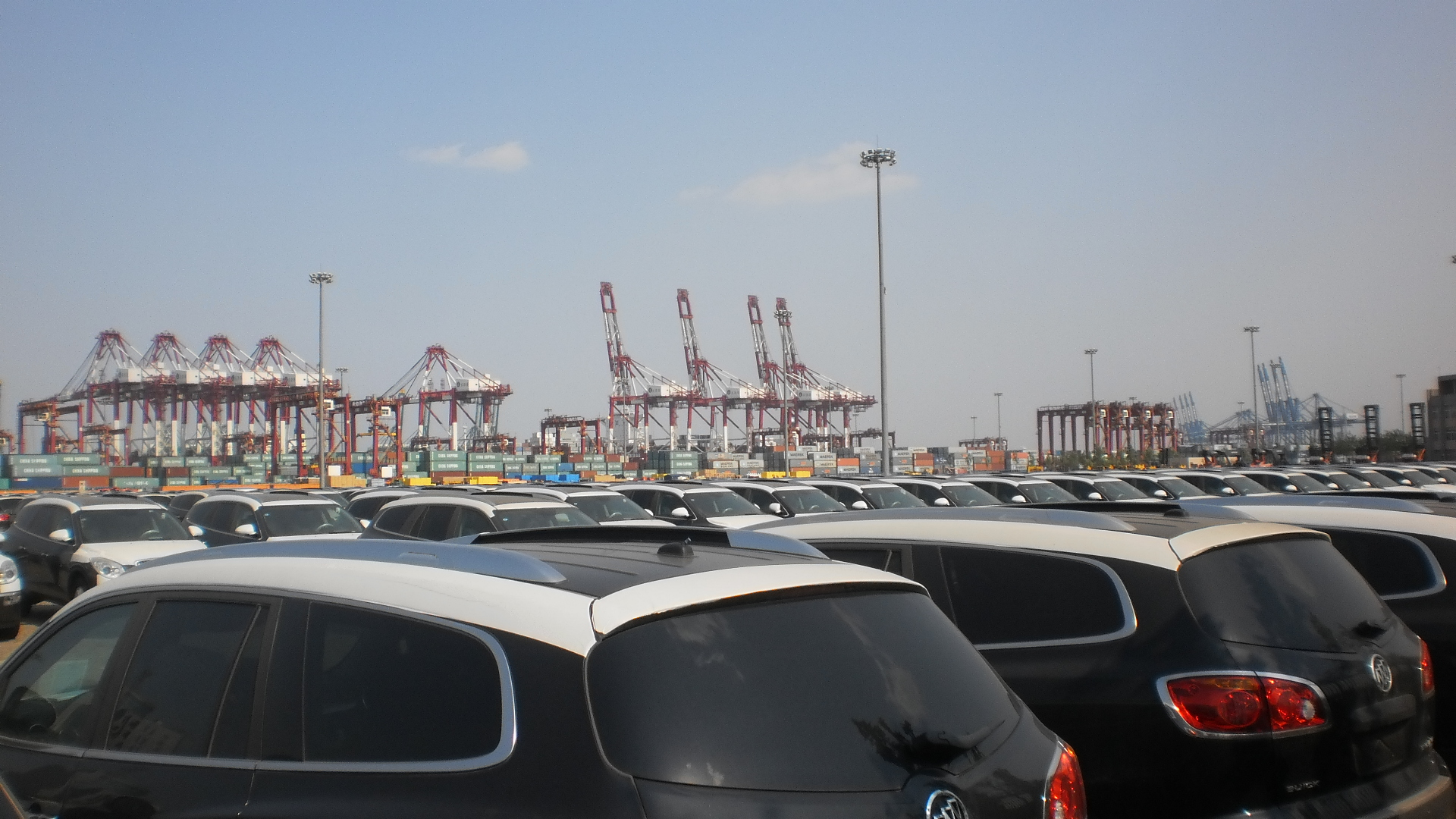
天津港码头停放的汽车

2010年6月26日，天津国际邮轮母港开港，成为中国北方第一个邮轮母港。2011年12月19日，《天津港总体规划(2010-2030)》获得交通运输部和天津市政府联合批复，天津南港工业区首次被纳入天津港总体规划。
截至2011年，天津港拥有各类泊位巧154个，其中万吨级泊位99个，泊位岸线长度32714米，年通过能力3.69亿吨, 其中集装箱年通过能力1075万标准箱。天津港拥有新港和大沽沙两条航道，航道总里程70.5公里。新港航道全长4公里，通航能力25万吨级。大沽沙航道全长26.5公里，通航能力5万吨级。天津港已在内陆腹地建设了23个无水港，4个区域营销中心，开通了15条海铁联运集装箱班列。2014年1月1日，天津港复式航道通航，成为中国第一条人工开挖的复式航道。
2014年8月18日，天津港集团宣布与河北港口集团共同出资20亿元，在天津东疆保税港区注册组建渤海津冀港口投资发展有限公司，统筹规划利用天津市、河北省两省市的港口资源及航运要素，优化京津冀区域港口的合理分工和产业布局。2014年10月，国务院批准天津港口岸新一轮扩大对外开放计划，批准天津港口岸新增对外开放水域1,120平方公里，新增码头岸线69.1公里，新建对外开放码头泊位71个。天津港口岸开放水域从470平方公里扩大到1,590平方公里，码头岸线总长从78.9公里扩大到148公里，批准新建的码头泊位从75个增至146个。

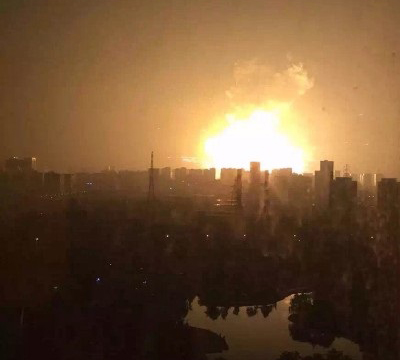
2015年天津港危化品倉庫爆炸事故时拍摄的画面

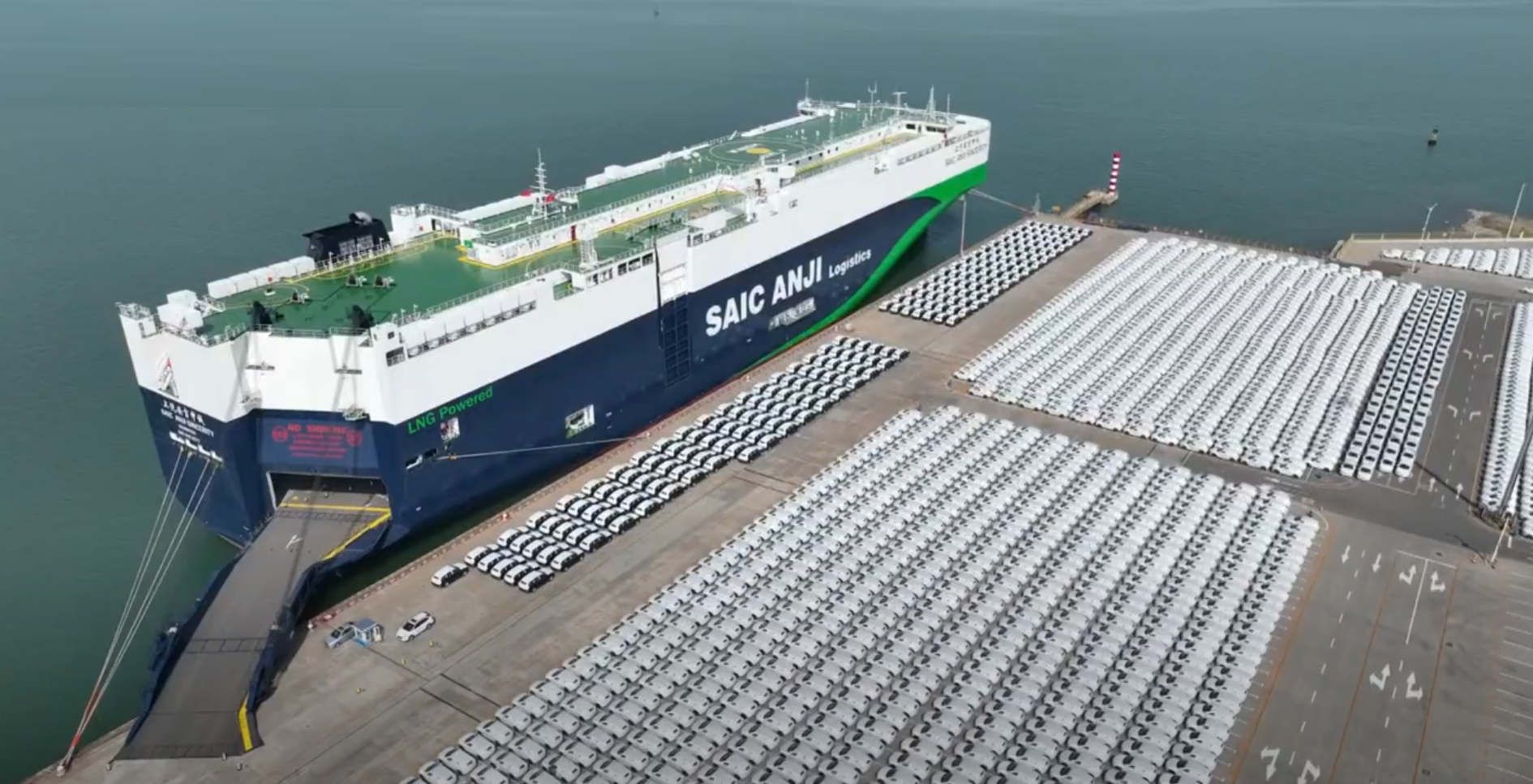
2024年全球现役装载量最大的清洁能源汽车滚装船首靠天津港

2015年4月21日，中国（天津）自由贸易试验区正式挂牌成立，天津港的东疆保税港区、天津港保税区被划入自贸区范围。8月12日，天津港内一家危险化学品运输公司仓库发生了一起特别重大火灾爆炸事故，造成了严重的人员伤亡和财产损失。引发外界对天津港内瑞海物流危险品仓库的规划、管理的质疑。
2016年8月，中蒙俄国际道路货运在天津港开通，中蒙俄三国货运车队可从天津港出发，经蒙古首都乌兰巴托，至俄罗斯联邦布里亚特共和国首府乌兰乌德。
2017年2月，环保部牵头印发《京津冀及周边地区2017年大气污染防治工作方案》，要求天津港于当年7月底前不再接收柴油货车运输的煤炭。4月13日，天津市政府印发2017年大气污染防治工作方案，提出“4月底前天津港不再接收柴油货车运输的集港煤炭”的明确要求，随后天津港停止接收柴油货车运输的集港煤炭，汽运煤炭吞吐量逐步转移至唐山港的京唐港码头。作为环渤海各港口中对汽运煤依赖最严重的港口，天津港禁汽运煤近两年来，煤运量不断下降，疏港铁矿石运量也随之下滑，货源不断向周边其他港口转，吞吐量一度大幅下滑。2018年，天津港完成煤炭吞吐量6851万吨，同比下降14.18%。
2020年11月1日，天津港散貨物流加工區一條跨河鐵路橋在維修施工過程中倒塌，事故造成8人死亡。

## 区位和自然条件

天津港地图

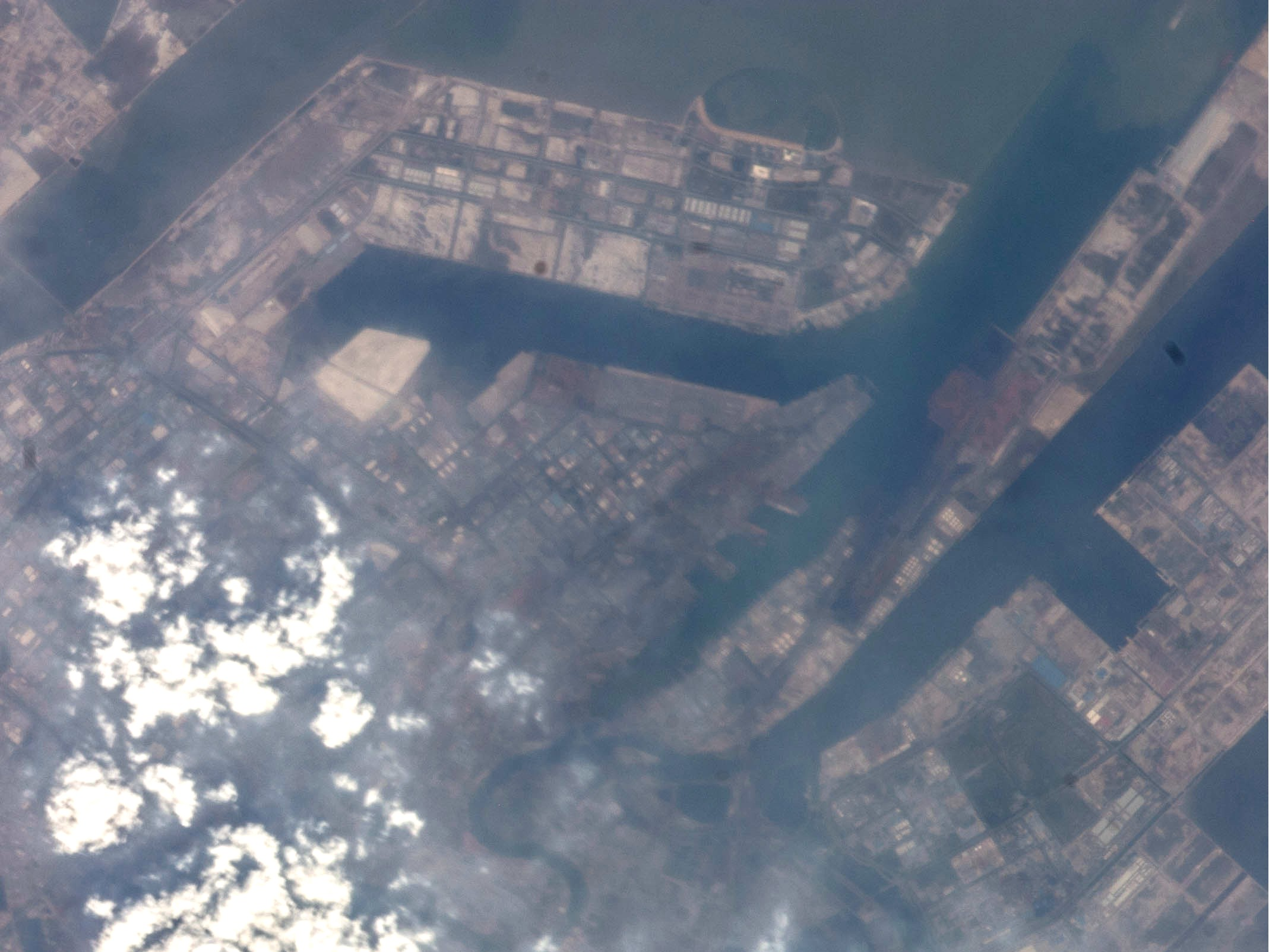
天津港地区航拍

### 区位
天津港位于天津东部濒海地区的海河入海口，是中国北方重要的对外贸易口岸，区位上处于京津冀城市群和环渤海经济圈的交汇点上，是欧亚大陆桥的桥头堡，离日本、韩国的海上运距最短，距中亚、西亚的陆地距离最短，是蒙古国、哈萨克斯坦等临近内陆国家的出海口，是连接东北亚与中西亚的纽带。天津港的海港港区是在淤泥质浅滩上挖海建港、吹填造陆建成的世界等级最高的人工深水港。

### 气候
天津港地属暖温带半湿润大陆性季风气候，四季分明，常风向为西南风，强风向为东北风，最大风速为28.3米/秒，年平均风速4.2米/秒。天津港的港区极端最高气温为39.3℃，极端最低气温为-18.3℃，年平均气温为12.0℃。天津港雾日较少，且集中在秋、冬两季，年平均雾日为14.6天，一般无碍船舶航行。港区年均降水量为602.9毫米，多集中在7、8月份。

### 冰况
冰期一般为每年12月至次年2月，平均冰冻期为64天，历史上最长年份曾达124天，最少35天，冰厚5-20厘米，一般不需破冰船破冰。在海河河口附近因盐度较低，较容易出现冰情，但海河的冰属于淡水冰，具有硬而脆的特性易于破冰航行，一般情况下破冰后可保持航道通畅。

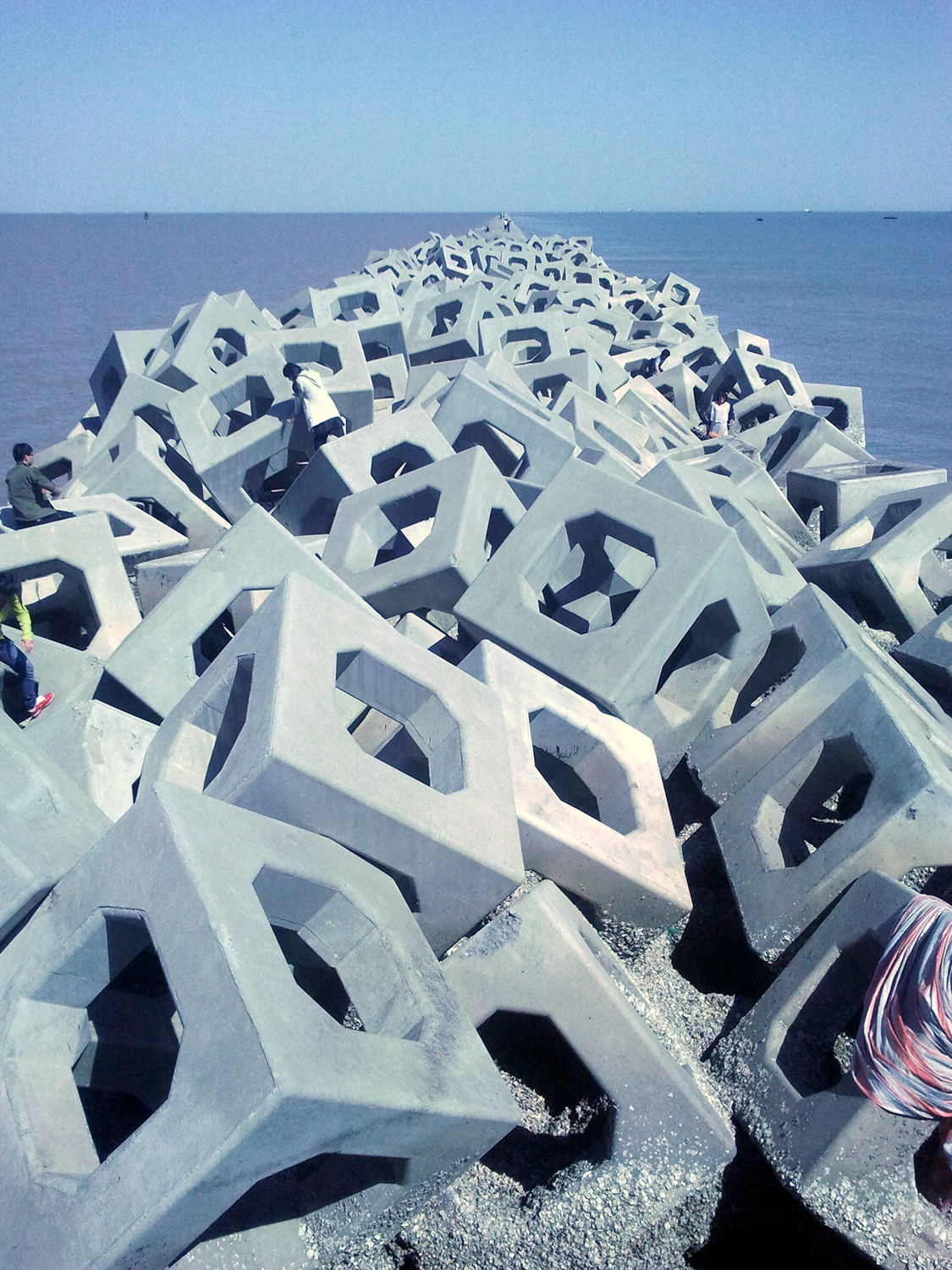
天津港的防波堤阻挡了大部分海浪带来的泥沙

### 潮汐
天津港属不规则半日潮汐，每日发生高、低潮两次，按新港理论基准面，最高高潮位5.72米，最低低潮位-1.08米；平均高潮位3.77米，平均低潮位1.32米，平均海平面为2.56米。港池、航道年平均泥沙淤积量为500万立方米左右，按港口货物吞吐量及泊位数分担呈减淤趋势。港区水域波稳良好，堤外-7米测波点处最大波高3.7米，年平均波高仅0.5米，适宜各种船舶停泊、作业。

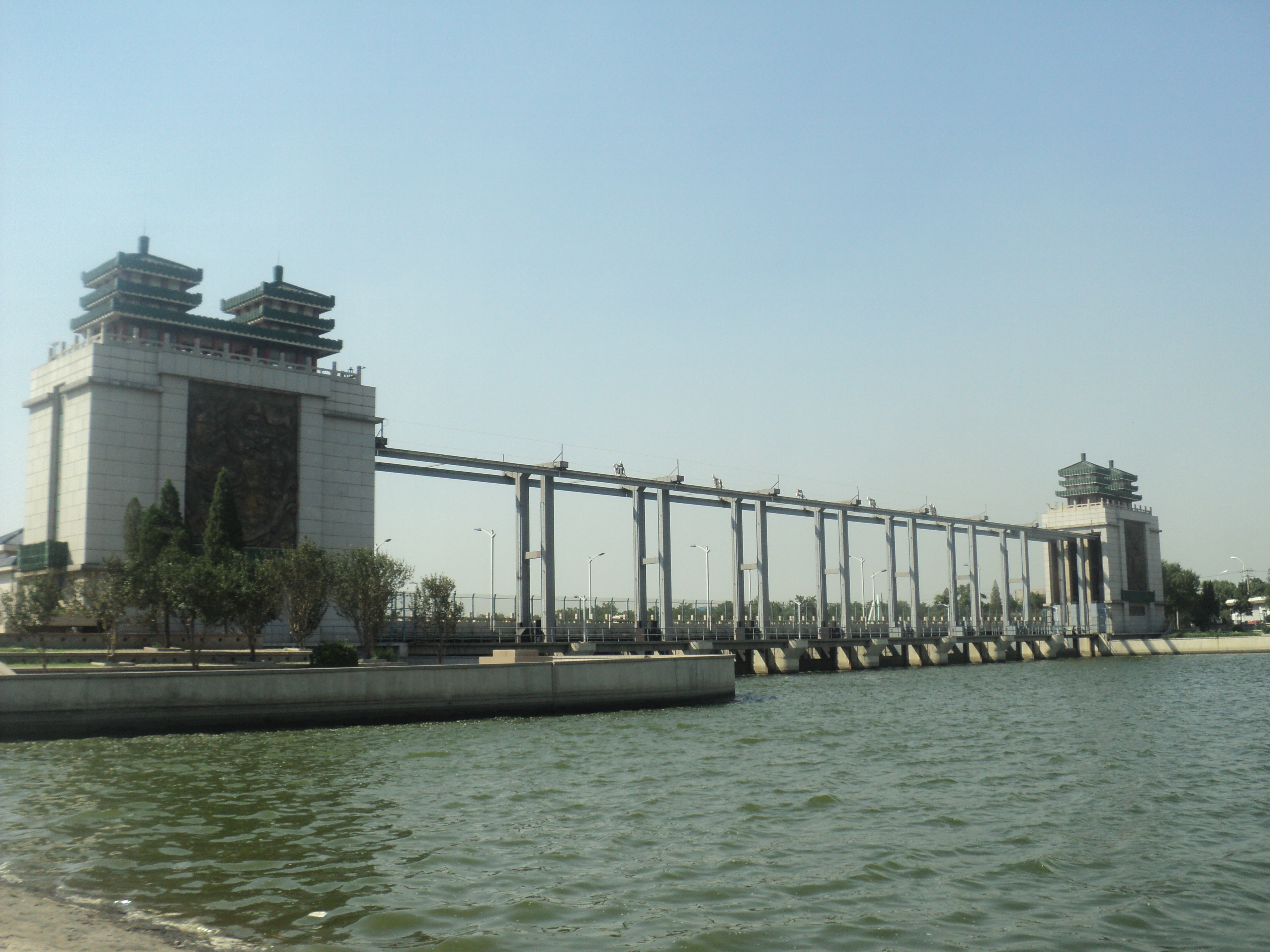
极大改善天津港淤积状况海河二道节制闸

### 海岸地貌及淤积
天津市海岸位于渤海湾西部的海河、永定新河、独流减河下游，为粉砂淤泥质平原海岸，沿岸地势低平，潮滩和水下浅滩宽缓，0米、－5米、－10米等深线距岸分别为3～8公里、14～18公里和22～36公里。
1950年代，塘沽新港建港初期，泥沙淤积曾经是制约港口发展的重要因素。淤积的泥沙主要来自海河水携带的泥沙、海浪掀沙和随着海潮一部分泥沙沉淀在航道泊位，其中海河水携带的泥沙是天津港淤积泥沙主要的来源。由于海河口建闸，港口规模扩大、防波堤延伸、北堤缺口封堵、围海造陆不断减少无用水域面积等多项工程措施的实施，使天津港泥沙淤积的形态、部位、强度和淤积总量等都发生了根本性变化。至此，淤积已经不再是制约天津港发展的重要因素。

## 吞吐量统计数据
| 年份 | 旅客吞吐量 （万人次） | 货物吞吐量 （万吨） | 增长率 | 集装箱吞吐量 （万TEU） | 增长率 | 参考来源 |
| ---- | --------------------- | ------------------- | ------ | ---------------------- | ------ | -------- |
| 1952 | -                     | 74                  | -      | -                      | -      | :93      |
| 2000 | 40.2                  | 9566                |        | 170.9                  |        | [ 64 ]   |
| 2001 | 37.1                  | 11369               | 18.8%  | 201.1                  | 17.7%  | [ 65 ]   |
| 2002 | 33.0                  | 12906               | 13.5%  | 240.8                  | 19.7%  | [ 66 ]   |
| 2003 | 22.7                  | 16182               | 25.4%  | 300.0                  | 24.6%  | [ 67 ]   |
| 2004 | 32.5                  | 20619               | 27.4%  | 381.6                  | 27.2%  | [ 68 ]   |
| 2005 | 31.6                  | 24069               | 16.7%  | 480.1                  | 25.8%  | [ 69 ]   |
| 2006 | 34.0                  | 25760               | 7.0%   | 595                    | 23.9%  | [ 70 ]   |
| 2007 | 34.0                  | 30946               | 20.1%  | 710                    | 19.3%  | [ 71 ]   |
| 2008 | 8.7                   | 35593               | 15.0%  | 850                    | 19.7%  | [ 72 ]   |
| 2009 | 15.9                  | 38111               | 7.1%   | 870                    | 2.4%   | [ 73 ]   |
| 2010 | 23.4                  | 41325               | 8.4%   | 1008                   | 15.9%  | [ 74 ]   |
| 2011 | 24.9                  | 45338               | 9.7%   | 1159                   | 15.0%  | [ 75 ]   |
| 2012 | 29.3                  | 47697               | 5.2%   | 1230                   | 6.1%   | [ 76 ]   |
| 2013 | 33.0                  | 50063               | 5.0%   | 1301                   | 5.8%   | [ 77 ]   |
| 2014 | 32.6                  | 54002               | 5.2%   | 1406                   | 6.1%   | [ 78 ]   |
| 2015 | 52.1                  | 54061               | 0.1%   | 1411                   | 0.4%   | [ 79 ]   |
| 2016 | 78.7                  | 55056               | 1.8%   | 1452                   | 2.9%   | [ 80 ]   |
| 2017 | 97.0                  | 50056               | -9.1%  | 1507                   | 3.8%   | [ 81 ]   |

## 港区

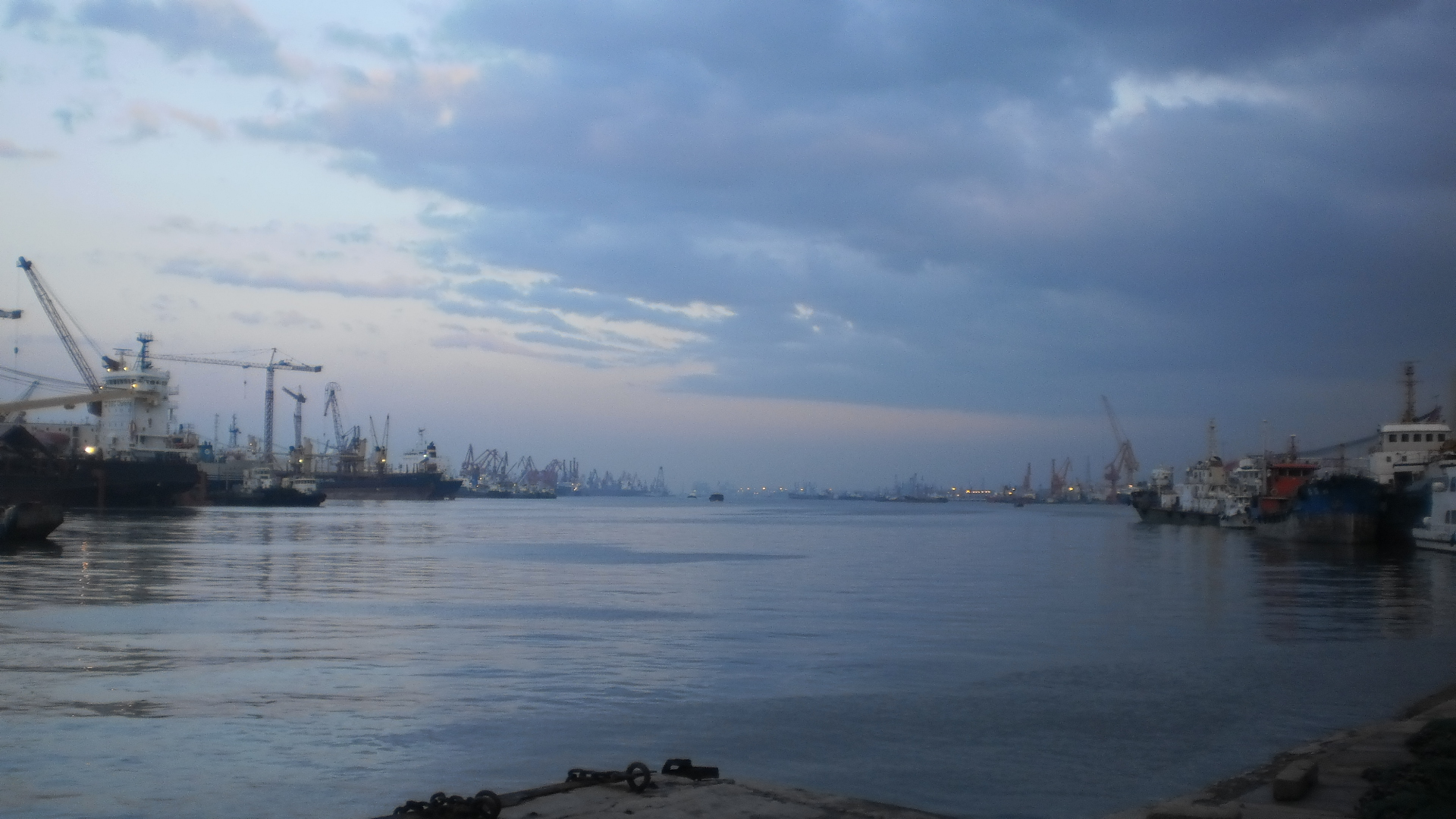
黄昏中的天津港航道

天津港共分为北疆港区、东疆港区、南疆港区、大沽口港区、高沙岭港区、大港港区、海河港区、北塘港区和汉沽港区等八大港区。其中，仅海河港区位于内河下游，其余港区均为海港。

### 港区总体规划
根据《天津港总体规划（2010-2030年）》，天津港北疆港区重点发展现代物流、保税仓储、金融商贸、航运服务。东疆港区以集装箱运输为主，同时是天津发展北方国际航运中心的核心载体，天津港国际邮轮母港和东疆港海滨浴场均位于此。南疆港区为煤炭、铁矿石、石油及制品等大宗散货中转运输港区。大沽口港区以修造船、装备制造、粮油加工等兼顾运输业为主要功能。高沙岭港区近期服务于装备制造业，远期兼顾临港工业和腹地物资运输。大港港区，即南港工业区港区，目前隶属于天津经济技术开发区，由开发区管委会负责开发和管理，近期服务于石化产业，预计2015年吞吐量达到5000万吨，远期预留散货运输的功能。海河港区服务于临河产业的发展、建筑物资的运输和旅游客运功能。北塘港区以客运为主兼顾滨海旅游区建设。汉沽港区服务于该区域水产品产业的建设，以杂货和冷链物资的运输为主。

### 保税港区

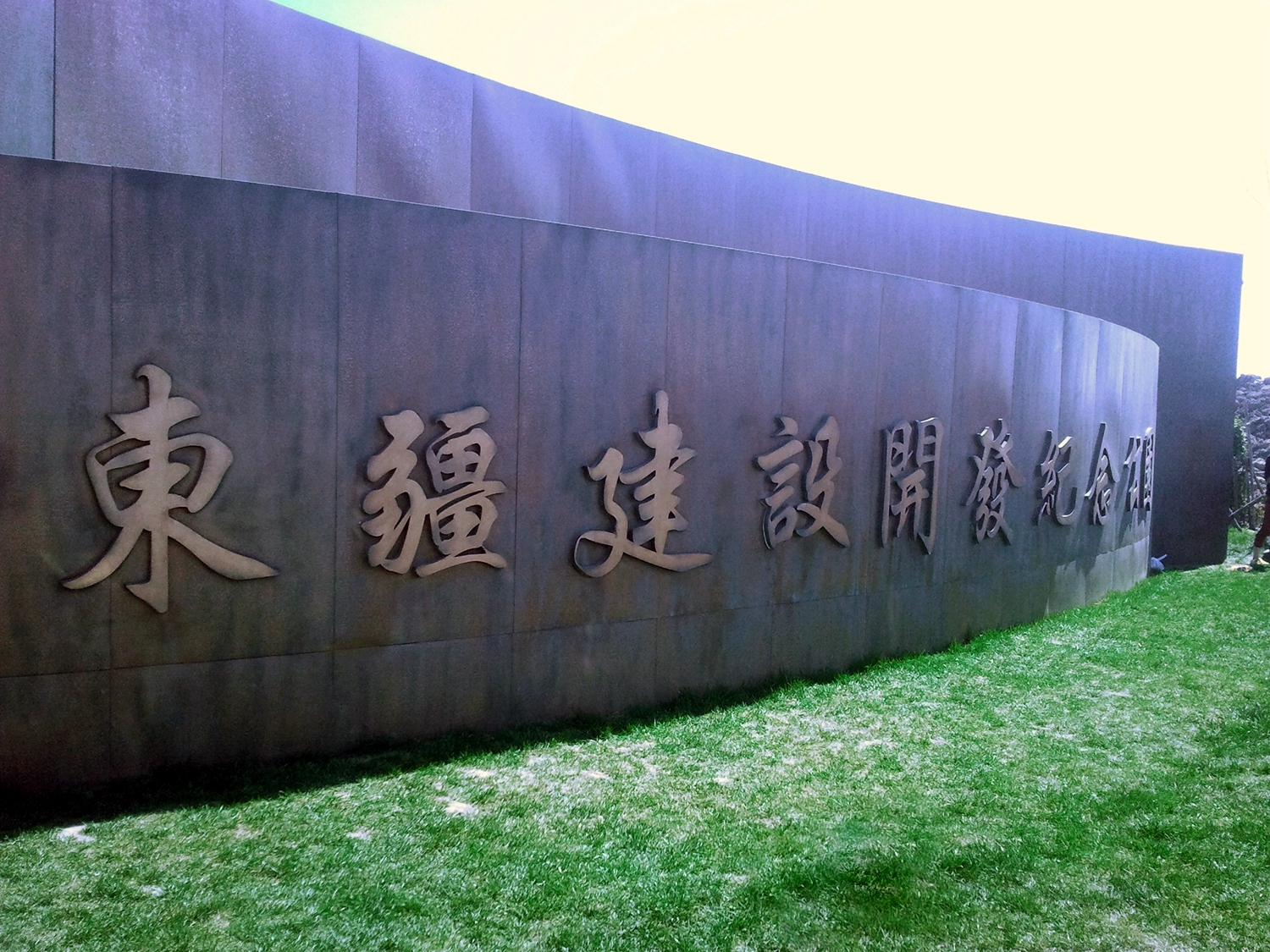
东疆建设开发纪念公园

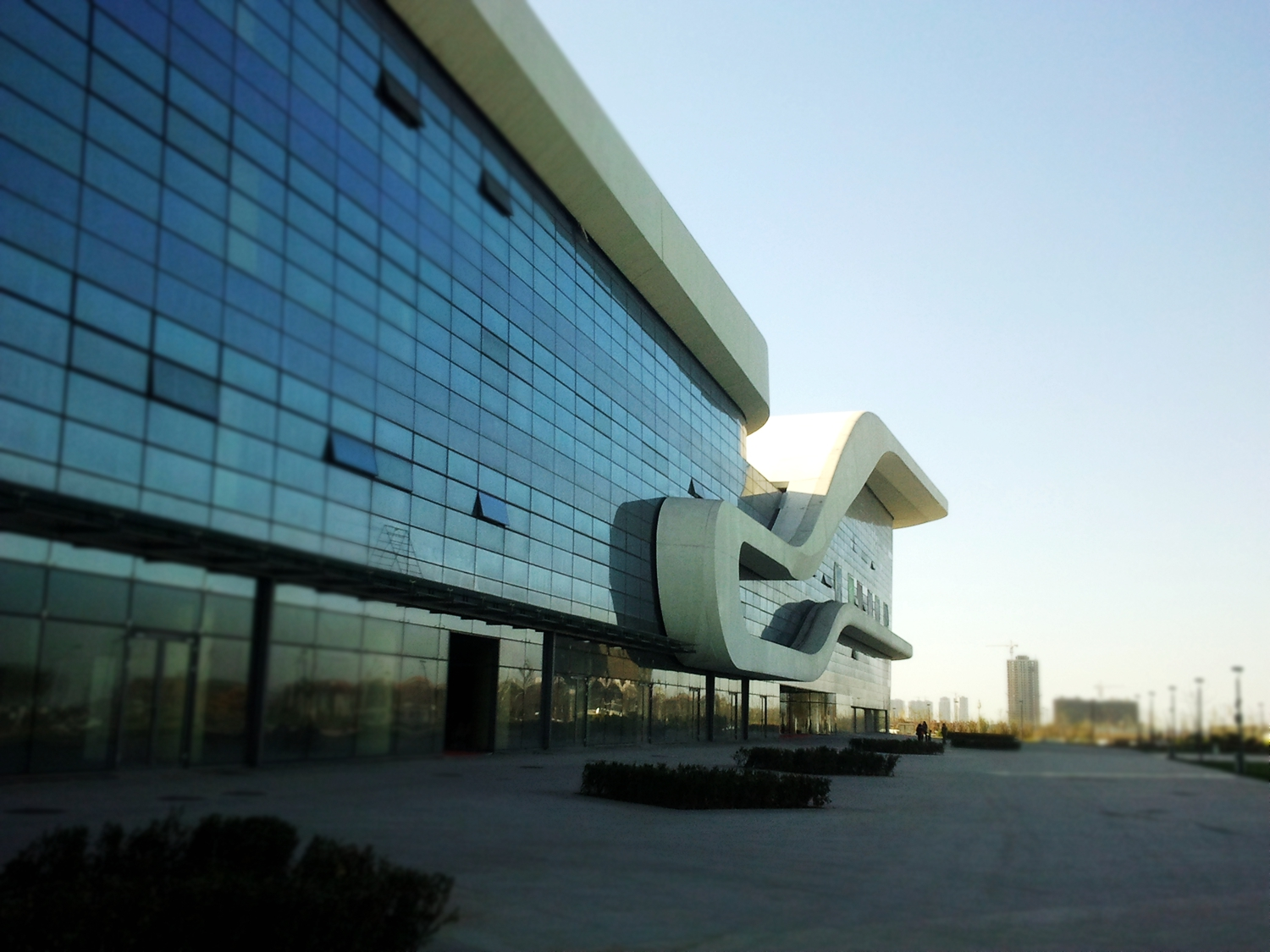
天津港东疆国际商品展销中心

天津港的东疆港区，全称“天津东疆保税港区”，位于天津港的东北部，于2007年正式开港，是国务院批准设立的海关特殊监管区，拥有国际中转、国际配送、国际采购、国际贸易、航运融资、航运交易、航运租赁、离岸金融服务八项功能，是国务院批复天津建设“北方国际航运中心”的核心功能区。东疆保税港区作为中国最大的保税港区，自封关运作以来已有超过500家企业在区内注册。东疆保税港区管委会作为天津市政府的派出机构，直接负责综合配套改革的推进事宜。2012年，东疆保税港区完成生产总值26亿元，年均增长146.9%。

## 行政与司法
1984年管理制度改革后的天津港隶属于天津市人民政府管辖。天津港集团是天津港的运营者和建设方。2004年，天津港进行政企分开以后，天津港的土地规划和管理归天津市政府所有。

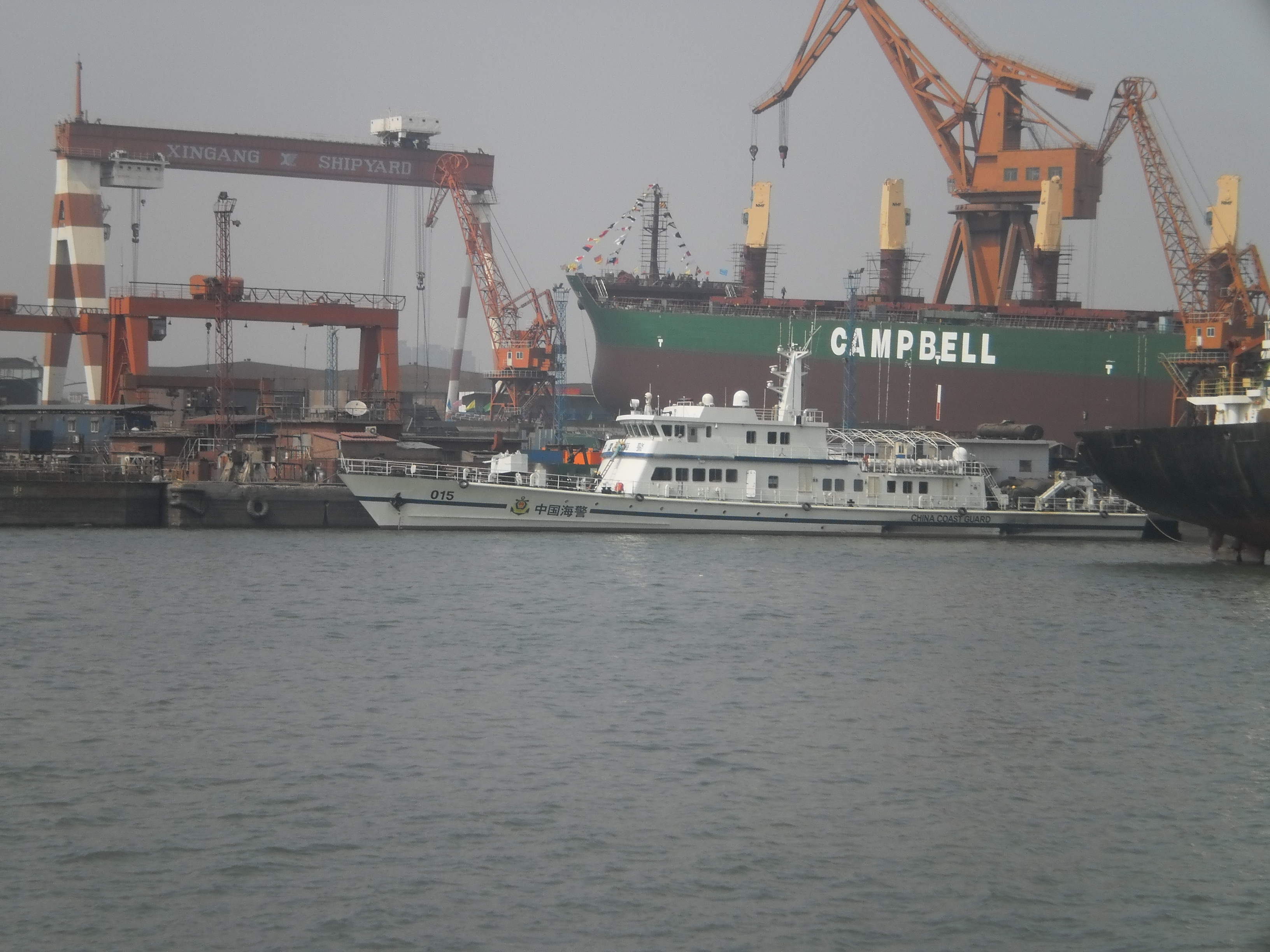
停泊于天津新港的中国海警015

### 天津海事局
中华人民共和国天津海事局隶属于中华人民共和国海事局，是交通运输部一级行政事业单位，是全国海事系统中具有航政、船检、航标、测绘、通信等五项管理职能的区域性管理局，行使水上安全和防止船舶污染的执法权，负责辖区内水上安全、防止船舶污染、海上航标、水上安全通信管理工作；负责规定区域内的船舶和海上设施检验、港口航道测绘管理工作。

### 天津海事法院
依据全国人大常委会授权，中华人民共和国天津海事法院于1984年6月1日正式成立，由交通部管理。1999年7月1日，天津海事法院由交通部移交给天津市委、市政府和天津市高级人民法院共同管理。天津海事法院的管辖范围包括南自河北省与山东省交界处，北至河北省与辽宁省交界处的沿海港口及其海域、海上岛屿的海事、海商案件，以及连接点在北京的共同海损纠纷案件、海上保险纠纷案、海事仲裁裁决的承认和执行案件。同时，天津海事法院还在秦皇岛设立了派出法庭。

## 无水港

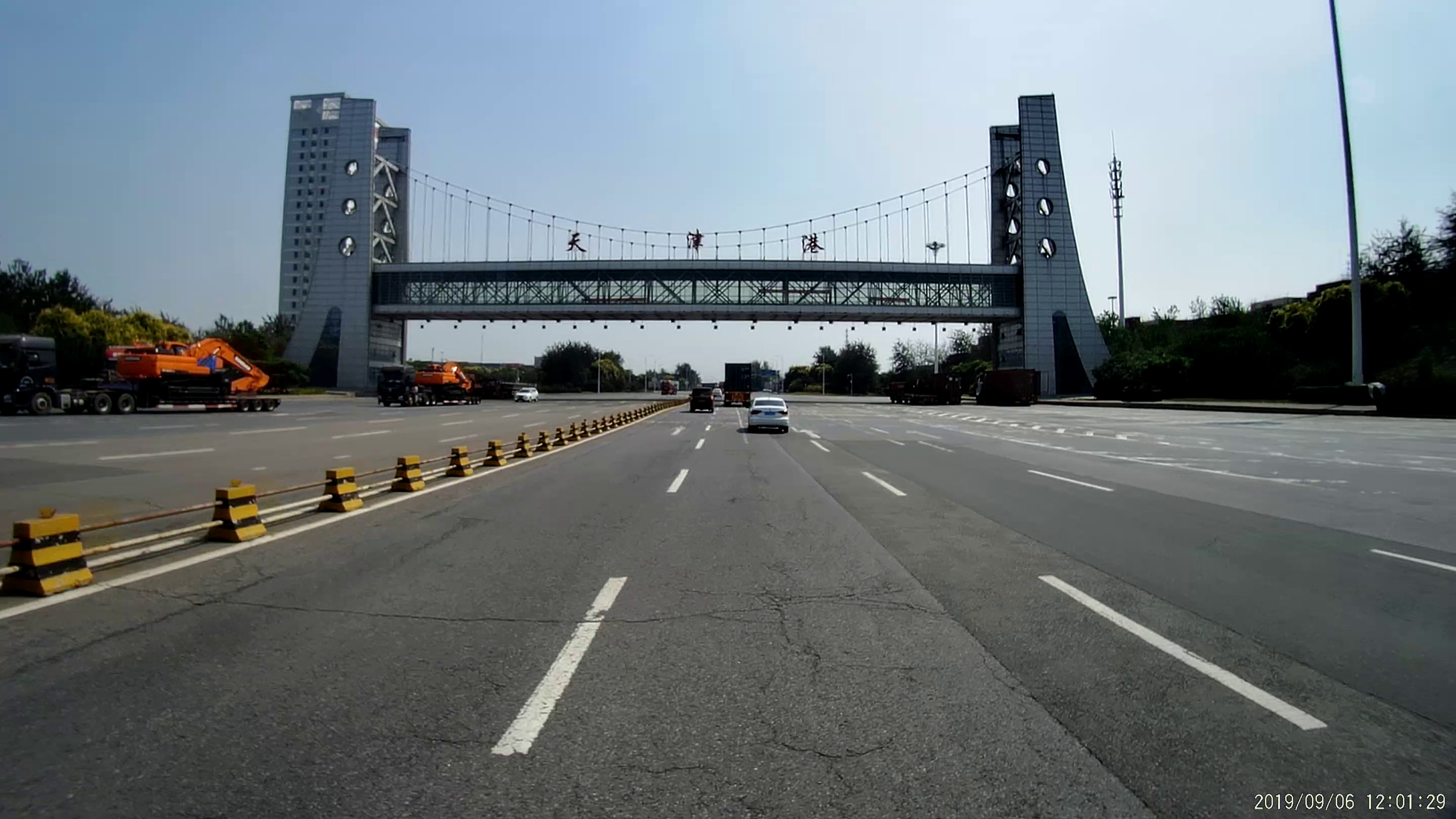
天津港门头

2002年开始，天津港采取沿海港口与内陆地区合建的模式建设无水港群。天津港通过建立北方地区大通关建设协作机制，在北方地区各物流中心城市和过境运输边境口岸建设内陆无水港。通过在内陆省会城市或主要的集装箱货源生成地建立无水港，完善港口与内陆的运输通道，实现内陆地区与国际航运的贯通。 2002年，天津市与北京朝阳口岸签署协议建立第一个内陆“无水港”以来，截止到2014年3月，共建设了北京朝阳等23个无水港，并且拥有5个区域营销中心。2014年4月，天津港推出了中国首家线上无水港。天津港还将在天津的武清区、静海县，河北省唐山市、廊坊市新建无水港，北京朝阳的无水港将搬迁扩建。

## 天津港之最

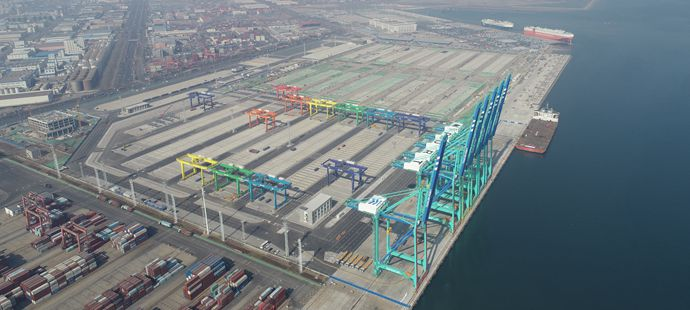
天津港

天津港是中国第一个采用新一代5G通信技术实现人工集装箱岸桥自动化控制作业的港口，第一个采用北斗卫星导航系统实现码头设备自动导引与精确定位的港口，第一个实现传统人工集装箱码头全场地作业设备自动化升级与操作智能化装卸的港口，第一个实现集装箱运抵码头秒级通关的港口。

## 文化与旅游

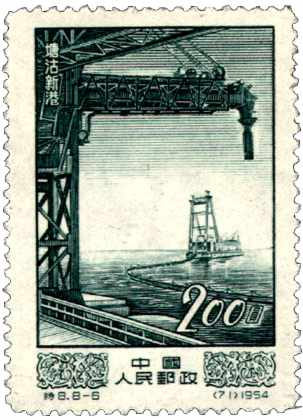
1954年经济建设特别邮票塘沽新港邮票

由于古代漕运、海运的兴盛，天津古代形成了以妈祖文化为代表的海洋文化，并在天津老城的海河河畔兴建了天津天后宫。近代，天津被开辟为通商口岸后，海上对外贸易亦对天津的发展和文化培育有巨大影响。以港口为核心的对外贸易，成为外力催化天津近代发展的重要因素。1952年，为了纪念塘沽新港重新开港，北京电影制片厂拍摄了纪录片《塘沽新港》。1954年5月1日，为反映中国第一个五年计划成果建设，邮电部发行了一套名为“经济建设”的特种邮票，编号特8，其中第6枚为“塘沽新港”主题邮票，设计师为邵柏林。

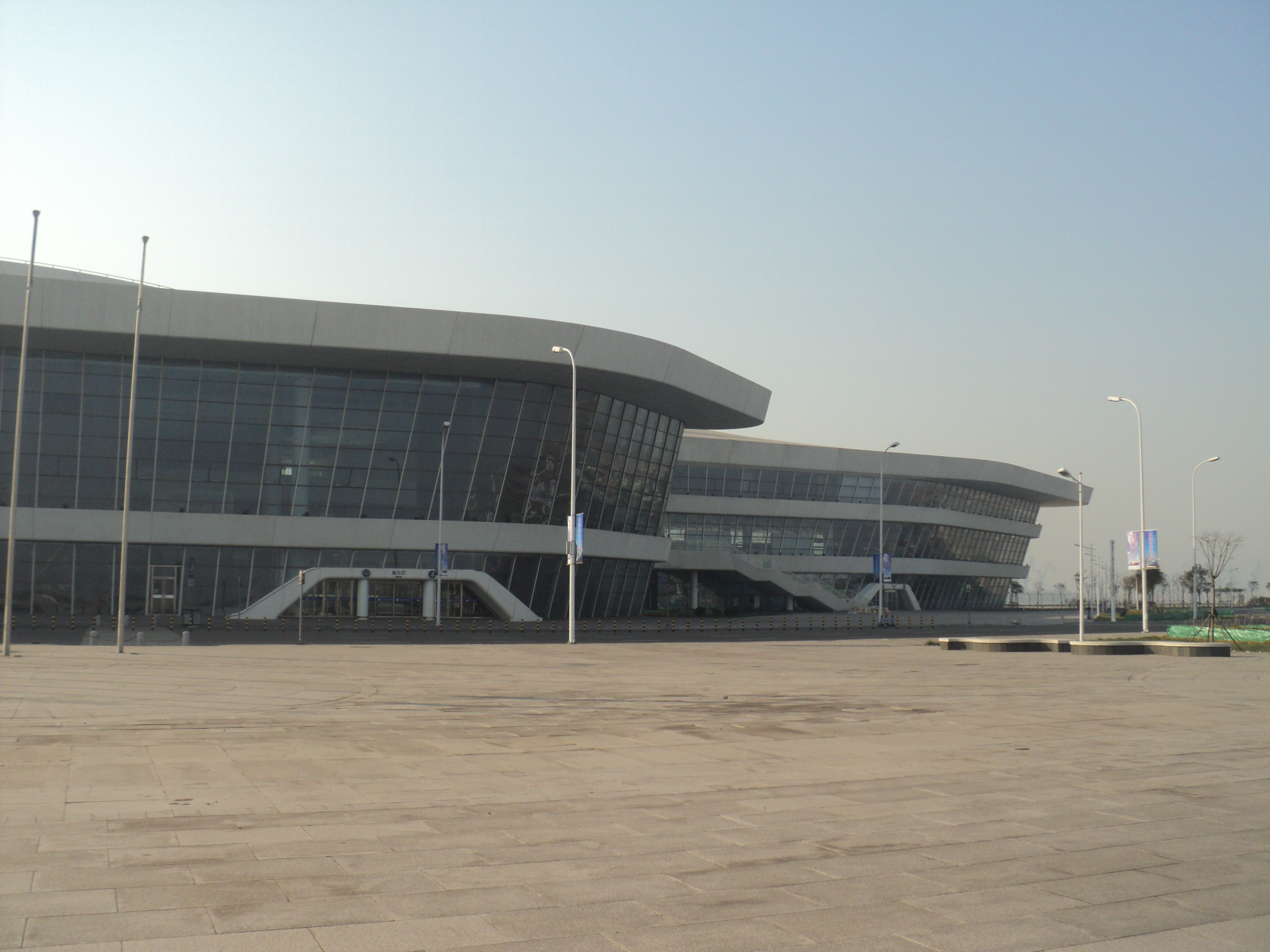
天津国际邮轮母港

为了记录天津港的发展历程和历史变迁，天津港集团在滨海新区天津国际贸易与航运服务区兴建了天津港博览馆。2010年7月1日，天津港在东疆港区兴建了以人工沙滩和游艇为核心的东疆港海滨浴场。天津港还开辟了工业主题游览线路。2010年6月26日，位于天津港东疆港区的天津国际邮轮母港正式开港，是亚洲最大的邮轮母港，也是中国北方第一个邮轮母港，能够接待目前世界上最大的豪华邮轮。

## 友好港与合作关系
自中华人民共和国实行改革开放的政策以来，天津港作为对外开放的口岸已经与十余座国际港口结成友好港关系。1980年8月26日，天津港与日本神户港结为友好港，这是天津港结成的第一对友好港关系。同年12月19日，天津港与澳大利亚墨尔本港结为友好港。1982年，天津港与美国费城港结成友好关系，是天津与美洲港口结成的第一对友好港关系。
此外，天津港同拉脱维亚的温茨皮尔斯港、德国的汉堡港等签订了友好合作备忘录，并决定待合作深入和条件成熟后双方建立友好港关系。

以下为与天津港建立友好港关系的国际港口。
- 日本神户港（1980年8月26日）
- 墨尔本港（1980年12月19日）
- 日本东京港（1981年6月25日）
- 美国费城港（1982年11月11日）
- 義大利的里雅斯特（1988年6月9日）
- 荷蘭阿姆斯特丹港（1994年10月28日）
- 美国塔科马港（1993年4月12日）
- 法國马赛港（1997年6月23日）
- 比利时布鲁日港（1997年11月1日）
- 仁川港（1997年11月12日）
- 加拿大蒙特利尔港（2001年5月24日）
- 西班牙巴塞罗那（2002年4月28日）